# Lijst van burgemeesters van Hoeksche Waard
Dit is een lijst van burgemeesters van de Nederlandse gemeente Hoeksche Waard in de provincie Zuid-Holland.
| Ambtsperiode                     | Naam burgemeester    | Partij of stroming | Bijzonderheden                                                                     |
| -------------------------------- | -------------------- | ------------------ | ---------------------------------------------------------------------------------- |
| 1 januari 2019 - 31 maart 2019   | Peter van der Velden | PvdA               | Waarnemend, voortijdig afgetreden in verband met gezondheid.                       |
| 1 april 2019 - 18 december 2019  | Govert Veldhuijzen   | CDA                | Waarnemend, voortijdig afgetreden in verband met gezondheid in persoonlijke sfeer. |
| 23 december 2019 - 30 maart 2020 | Jan Pieter Lokker    | CDA                | Waarnemend.                                                                        |
| 31 maart 2020 - 10 maart 2022    | Bram van Hemmen      | CDA                | Ambt neergelegd.                                                                   |
| 11 maart 2022 - 12 oktober 2023  | Charlie Aptroot      | VVD                | Waarnemend, eervol ontslag verleend.                                               |
| 13 oktober 2023 - heden          | Erik van Heijningen  | VVD                | Waarnemend.                                                                        |